# Oumeyma
 (juillet 2014).
Oumeyma  ou Omaima est un prénom féminin arabe qui signifie « petite maman ».[réf. nécessaire]

## Personnalités
- Oumayma Ben Hafsia, (1993-), une actrice tunisienne ;
- Oumeyma Ben Maaouia, une footballeuse tunisienne du Tunis Air Club ;
- Omaima Abou-Bakr, (1957-), une enseignante et militante féministe égyptienne[1] ;
- Omaima El Khalil (1966-), une chanteuse libanaise.